# لیندسی یاماساکی
لیندسی یاماساکی (انگلیسی: Lindsey Yamasaki؛ زادهٔ ۲ ژوئن ۱۹۸۰) بازیکن بسکتبال اهل ایالات متحده آمریکا است.
وی در مسابقات کشوری و بین‌المللی در مجموع برندهٔ ۱ مدال طلا شده‌است.